# دو سیتر (دهانه)
دو سیتر یک دهانه برخوردی در ماه‌ است.